# Sant Guim de la Plana
Sant Guim de la Plana ist eine spanische Gemeinde (municipio) mit 193 Einwohnern (Stand: 2024) im Nordosten Kataloniens. Neben dem namensgebenden Hauptort Sant Guim de la Plana gehören die Ortschaften Comabella und Vicfred zur Gemeinde. 

## Geographie
Sant Guim de la Plana liegt etwa 65 Kilometer ostnordöstlich von Lleida und etwa 75 Kilometer westnordwestlich von Barcelona in einer Höhe von ca. 555 m. Im Gemeindegebiet liegt der Tossal del Fuster.

## Einwohnerentwicklung
| 1970 | 1981 | 1991 | 2001 | 2011 | 2021 |
| ---- | ---- | ---- | ---- | ---- | ---- |
| 250  | 209  | 206  | 188  | 195  | 184  |

## Sehenswürdigkeiten
- Burganlage von Sant Guim de la Plana
- Burganlage von Vicfred
- Stephanuskirche in Vicfred
- Marienkirche in Sant Guim de la Plana

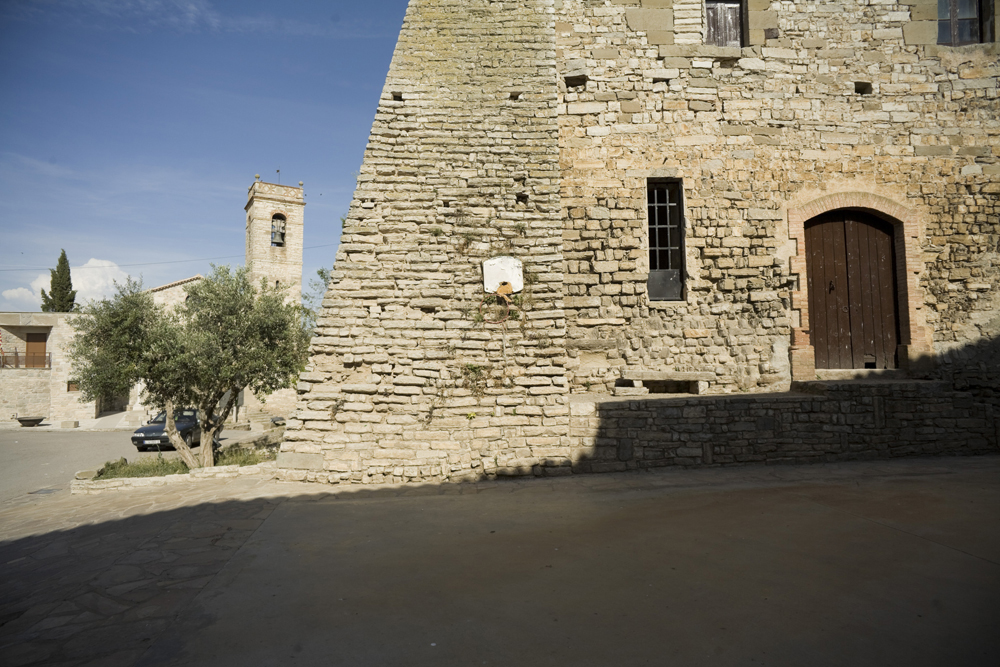
Burganlage von Sant Guim de la Plana
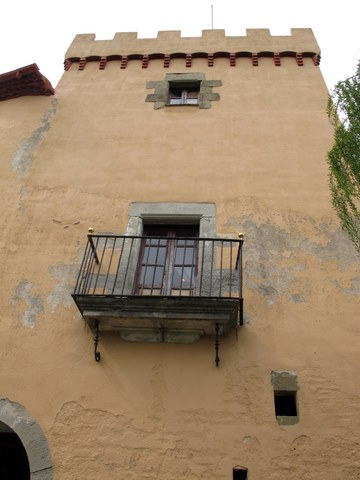
Burganlage von Vicfred
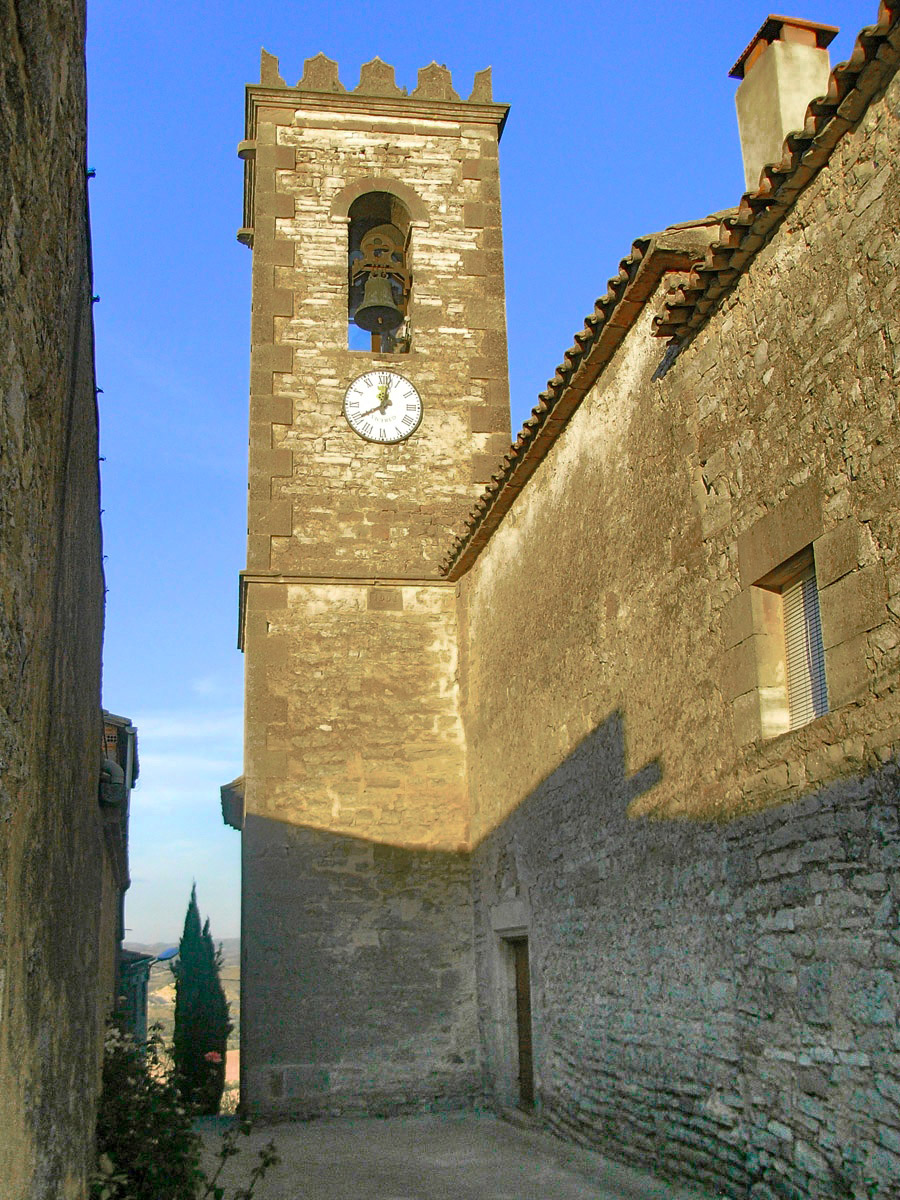
Stephanuskirche
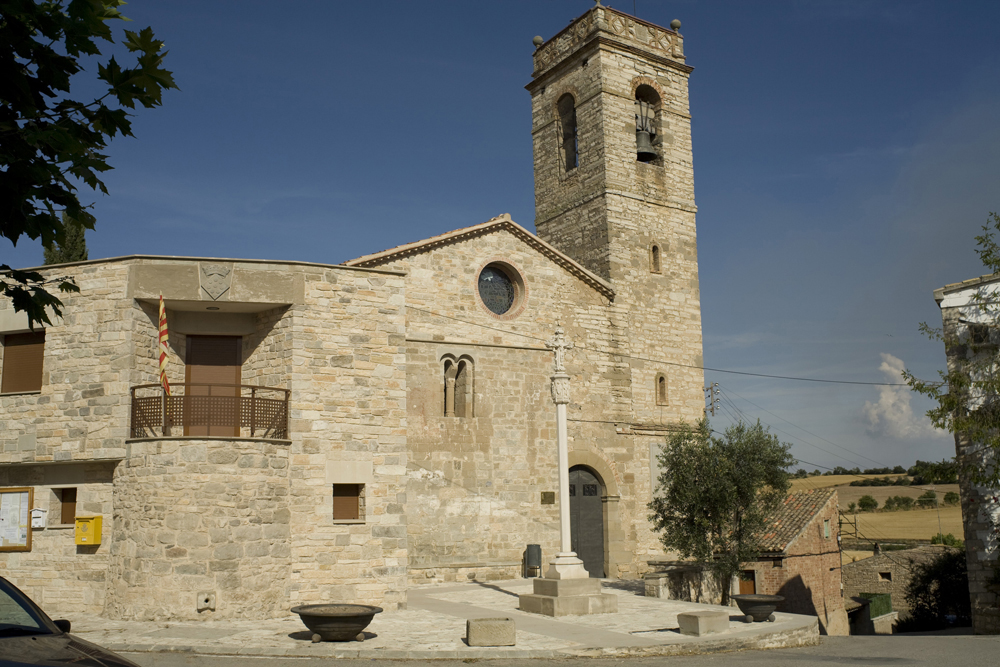
Marienkirche